# Crnogorski fudbalski kup 2023-2024
La Crnogorski fudbalski kup 2023-2024 (in italiano Coppa montenegrina di calcio 2023-2024), conosciuta anche come Kup Crne Gore u fudbalu 2023-2024, è stata la 18ª edizione della coppa del Montenegro di calcio, iniziata il 30 agosto 2023 e terminata il 30 maggio 2024. La squadra vincente si qualifica per la UEFA Conference League 2024-2025.
La squadra campione in carica è il Sutjeska, che nella finale della scorsa stagione ha conquistato il trofeo sconfiggendo l'Arsenal Tivat ai rigori con il punteggio di 4-3, dopo un pareggio per 1-1 nei tempi regolamentari.

## Formula
Alla competizione prendono parte le 10 squadre della Prva liga e le 6 squadre di Druga liga, per un totale di 16 partecipanti.
La formula è quella dell'eliminazione diretta, in caso di parità al 90º minuto si va direttamente ai tiri di rigore senza disputare i tempi supplementari (eccetto in finale). Gli accoppiamenti sono stati decisi tramite sorteggio.
| Turno            | Numero di incontri | Entrano in questo turno       | Date                      |
| ---------------- | ------------------ | ----------------------------- | ------------------------- |
| Ottavi di finale | 16                 | Prva liga (10) Druga liga (6) | 30 agosto 2023            |
| Quarti di finale | 8                  | –                             | 1 novembre 2023           |
| Semifinali       | 4                  | –                             | 17 aprile - 8 maggio 2024 |
| Finale           | 1                  | –                             | 30 maggio 2024            |

## Ottavi di finale
Il sorteggio è stato effettuato il 18 ottobre 2021.
| Squadra 1              | Risultato | Squadra 2      |
| ---------------------- | --------- | -------------- |
| 30 agosto 2023         |           |                |
| Jezero                 | 1 – 0     | Arsenal Tivat  |
| Jedinstvo Bijelo Polje | 0 – 1     | Mornar         |
| Dečić                  | 1 – 0     | Sutjeska       |
| Iskra Danilovgrad      | 1 – 2     | Rudar Pljevlja |
| Mladost Donja Gorica   | 1 – 2     | Bokelj         |
| Petrovac               | 3 – 0     | Grbalj         |
| Kom                    | 4 – 0     | Berane         |
| Budućnost              | 4 – 0     | Podgorica      |

## Quarti di finale
| Squadra 1       | Risultato       | Squadra 2      |
| --------------- | --------------- | -------------- |
| 1 novembre 2023 |                 |                |
| Jezero          | 6 – 1           | Kom            |
| Dečić           | 2 – 1           | Petrovac       |
| Bokelj          | 1 – 1 (4-5 dtr) | Rudar Pljevlja |
| Mornar          | 2 – 2 (2-4 dtr) | Budućnost      |

## Semifinali
| Squadra 1 | Totale | Squadra 2      | Andata | Ritorno |
| --------- | ------ | -------------- | ------ | ------- |
| Dečić     | 0 - 1  | Jezero         | 0 - 0  | 0 - 1   |
| Budućnost | 4 - 1  | Rudar Pljevlja | 4 - 1  | 0 - 0   |

## Finale
| Arbitro: | iloš Bošković |

|               |           |                            |
| Redžepagić 3’ | Marcatori | 51’ Vukotić 86’ Despotović |